# Artur Portela
Artur Jardim Portela (Leiria, Leiria, 24 de Abril de 1901 – Lisboa, Campo Grande, 12 de março de 1959) foi um jornalista e escritor português.

## Biografia
Artur Portela nasceu em 1901, em Leiria, filho do escritor Severo Portela e de sua mulher Miquelina Penalva de Figueiredo Leite Pereira Jardim, Representante do Título de Viscondessa de Monte São, filha do 2.º Visconde de Monte São, e irmão mais novo do pintor Severo Jardim Portela, Júnior.
Artur Portela começou a escrever para jornais ainda como estudante de liceu.
Fez parte da primeira equipa editorial do Diário de Lisboa, aquando da sua fundação, em 1921.
Enquanto jornalista passou pelas redações de A Pátria, O Domingo Ilustrado (1925–1927), O Século Ilustrado, Diário de Notícias, entre outros. Dirigiu a revista Mundo Gráfico (1940–1948) e colaborou, ainda, no semanário Repórter X (1930–1935) e na revista Renovação (1925–1926).
Ficou ligado ao Diário de Lisboa até praticamente a sua morte, tendo sido, por exemplo, também repórter de guerra, durante a Guerra Civil de Espanha. Ainda neste jornal fez-se notar como crítico polémico, de teatro e literatura, tendo a seu cargo a direção da secção de artes plásticas e a página de literatura.
Republicano sem filiações, Artur Portela notabilizou-se pelas entrevistas que fez a alguns dos mais importantes políticos e intelectuais do século XX europeu, como foi o caso de Winston Churchill, Afonso III, Édouard Herriot e Francisco Franco ou o filósofo Miguel de Unamuno.
[carece de fontes?]
Escreveu vários livros, nomeadamente Batalha Humana, Rosas de Itália, Monges Negros, Norberto de Araújo, Duelos em Portugal, Tumultos e A Lareira de Portugal.
Foi membro da Maçonaria, tendo entrado em 1913 na Loja Paz, em Lisboa, na qualidade de Lowton.
Artur Portela morreu em 12 de março de 1959, no Hospital de Santa Maria, em Lisboa. Era casado com Maria Luísa Barbosa Colen Guerra, trineta dum Italiano, e pai do pintor Luís Guerra Jardim Portela e do também escritor Artur Guerra Jardim Portela.

## Homenagens
- Pelo seu trabalho na Revista Mundo Gráfico de apoio aos aliados, foi-lhe atribuída pelo rei Jorge VI de Inglaterra (1895–1952) a Ordem da Liberdade[qual?].[9][10]
- O seu nome foi atribuído a uma praça em Lisboa,[1] em Benfica, onde se encontra o seu busto de bronze inaugurado em 1971, réplica da obra de Leopoldo de Almeida executada em 1960 e descerrado em julho de 1961, em sessão solene de homenagem na Casa da Imprensa.[9][11]

### Prémio de reportagem Artur Portela
Durante uma assembleia geral da Casa da Imprensa (Caixa de Previdência de Profissionais da Imprensa de Lisboa), em Dezembro de 1959, foi aprovada a criação do "Prémio de Reportagem Artur Portela", no valor à época de 5000 escudos.
- 1960 - Urbano Carrasco[13]

### Prémio Artur Portela (1985–1988)
No âmbito das comemorações do 80.º aniversário da Casa da Imprensa (1985), foi criado o "Prémio de Imprensa Artur Portela", destinado a "distinguir um nome vivo do jornalismo português que, ao longo dos anos, se tenha destacado pelas suas qualidades humanas e pessoais". Foi atribuído apenas durante quatro anos:
- 1985 - José Ribeiro dos Santos
- 1986 - Norberto Lopes
- 1987 - José de Lemos
- 1988 - Mário Mesquita